# لارنس اف.کاتز
لارنس فرانسیس کاتز (متولد ۱۹۵۹) استادیار اقتصاد در دانشگاه هاروارد و همکار تحقیقاتی دفتر ملی تحقیقات اقتصادی است.